# 태조 이성계 (영화)
"태조 이성계"(太祖 李成桂)는 조선 태조를 주제로 하는, 1965년에 공개된, 최인현 감독의 대한민국의 영화이다. 신영균 등이 주연으로 출연하였고 곽정환 등이 제작에 참여하였다.

## 출연

### 주연
- 신영균
- 김지미
- 이경희
- 박노식